# Арташир (сатрап Армении)
Арташир (также пишется как Артасурас; древнеиранское: Arta-sūra) — сатрап Армении в правление царя Артаксеркса II.

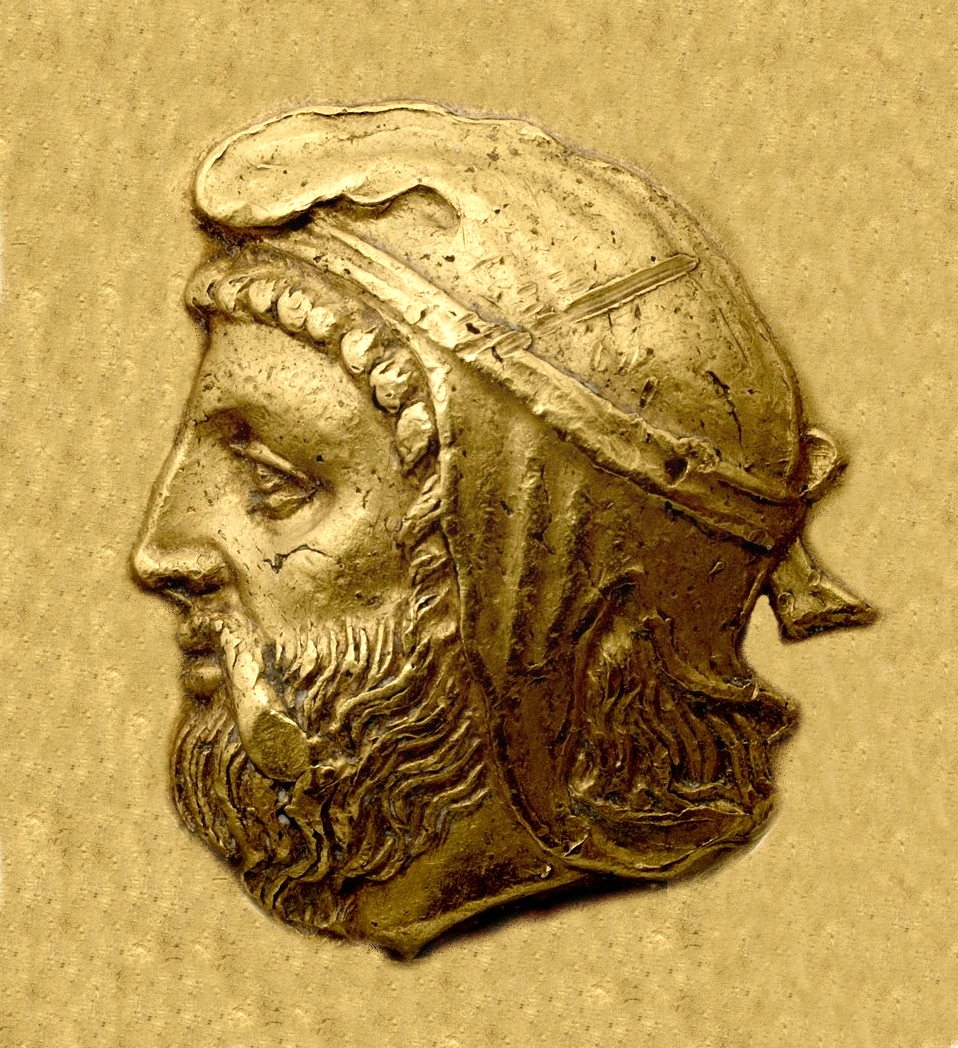
Монета Ерванда I, сатрапа Софены и Митанни

Именуемый «Королевским глазом» (по словам греческого историка Плутарха), Арташир имел армянское происхождение. Его более «известный» сын Оронт, которого поэтому иногда называют «Оронтом Бактрианским», был сатрапом Софены и Митанни во время правления Артаксеркса II и основателем династии Оронтидов. Есть предположение, что в исторических записях существует путаница относительно того, были ли Арташир и Артаксеркс II, который участвовал в битве при Кунаксе в 401 г. до н.э., одним и тем же человеком. Дочь Артаксеркса II Родогуна была женой сатрапа Оронта I. Существует несколько источников на английском языке, которые полностью объясняют, кем он был, когда родился или умер.
По словам Айка Хачатряна, одним из редких рассказов об Арташире было то, что перед смертью он собрал своих сыновей и сказал им, что долг каждого царя династии Оронтидов — построить хотя бы один водный канал, который прослужит столетия; так как ему не удалось его построить, он оставил все свое состояние своим сыновьям, чтобы они построили их для него.